# Landschaftsschutzgebiet Biotopkomplex Riddersgrund
Das Landschaftsschutzgebiet Biotopkomplex Riddersgrund mit 4,5 ha Flächengröße liegt südlich von Sonneborn im Stadtgebiet von Barntrup. Es wurde 2006 mit dem Landschaftsplan Oberes Begatal durch den Kreistag des Kreises Lippe als Landschaftsschutzgebiet (LSG) ausgewiesen. Im Norden grenzen die 1994 in diesem Bereich stillgelegte Bahnstrecke Bielefeld–Hameln und das Landschaftsschutzgebiet Grießebach an. Sonst grenzt überwiegend das Landschaftsschutzgebiet Lipper und Pyrmonter Bergland an.

## Beschreibung
Das LSG umfasst einen Bereich aus Kalkfelsen, Halbtrockenrasenresten und Gebüsch entlang einer südwestexponierten Wegböschung mit dem nordöstlich angrenzenden Ackerland und Heckenstrukturen. Die bis zu 5 m hohen Felsen sind teilweise von Gehölzen zugewachsen und beschattet, teilweise offen und voll besonnt und teils nur spärlich bewachsen. Im Norden liegt an der hier westexponierten Böschung kleinflächig ein Kalkmagerrasen. Dieser Kalkmagerrasen war bei Ausweisung durch Verfilzung, Ruderalisierung und aufkommende Gehölze stark beeinträchtigt. Angrenzende Bereiche sind bereits völlig verbuscht, ebenso wie die Böschung im Südosten des Gebietes. Der Landschaftsplan führt 2007 aus: „Bei ausbleibenden Pflegemaßnahmen ist abzusehen, dass auch der übrige Teil in absehbarer Zeit verbuschen wird.“
Zum Landschaftsschutzgebiet führt der Landschaftsplan aus: „Das Landschaftsschutzgebiet weist einen wertvollen künstlichen Gesteinsbiotop mit Trockenrasenflächen mit hoher Artenvielfalt auf. Dieser Bereich ist wertvoll für wärmeliebende Arten, Schmetterlinge, Reptilien und Hecken- und Gebüschbrüter.“
Das Biotopkataster Nordrhein-Westfalen führt das Biotop Felsen und Halbtrockenrasen-Reste im Riddersgrund südlich Sonneborn (BK-3921-169) mit einer Flächengröße von 0,81 Hektar auf. Dabei weist der sekundäre, also vermutlich aufgeschüttete, Kalkfelsen  einen Flächenanteil von 6 Prozent, der Kalkmagerrasen einen Flächenanteil von 12 Prozent auf und Gebüsch einen Anteil von 80 Prozent auf (Daten von 2003). Kalkhalbtrockenrasen wurde 2003 als ruderalisiert, verbuscht und blütenpflanzenreich dokumentiert. Am Felsen und Kalkmagerrasen fand man die Pflanzenarten Acker-Kratzdistel, Acker-Witwenblume, Blaugrüne Segge, Breitblättriger Thymian, Echtes Johanniskraut, Fieder-Zwenke, Frühlings-Fingerkraut, Gemeiner Dost, Gemeiner Hohlzahn, Gemeiner Odermennig,  Gemeiner Wirbeldost, Golddistel, Kleine Bibernelle, Kleiner Wiesenknopf, Land-Reitgras, Mittlerer Klee, Pyramiden-Schillergras,   Rainfarn, Raues Veilchen, Rundblättrige Glockenblume, Taubenkropf-Leimkraut und Skabiosen-Flockenblume.

## Schutzzwecke für das LSG
Laut Landschaftsplan erfolgte die Ausweisung des LSG
- „zur Erhaltung und Wiederherstellung der Leistungsfähigkeit des Naturhaushaltes in ökologisch besonders wertvoll strukturierten Bereichen mit Wasser-, Klima- und Biotopschutzfunktionen,“
- „zur Erhaltung und Wiederherstellung von Quellbereichen und naturnahen Fließgewässern, Wald- und Grünlandbereichen unterschiedlicher Feuchtestufen, Feldgehölzen, Hecken und Obstwiesen,“
- „zur Erhaltung morphologisch ausgeprägter Bereiche zur Sicherung der landschaftlichen Eigenart und Vielfalt für die Erholung, “
- „zur Erhaltung wertvoller Biotopkomplexe aus Wald-Grünlandbereichen, Fließgewässern und Quellen sowie Biotopen nach § 62 LG mit wichtigen Refugial-, Puffer-, Trittstein- und Vernetzungsfunktionen,“
- „zur Erhaltung und Wiederherstellung wichtiger Rückzugsräume für die bedrohte Tier- und Pflanzenwelt,“
- „zur Sicherung von kulturhistorisch bedeutsamen Landschaften, z. B. Terrassenkulturlandschaften,“
- „zur Sicherung der das Orts- und Landschaftsbild gliedernden und belebenden und die dörflichen Siedlungsstrukturen prägenden Freiraumelemente.“[1]

## Rechtliche Vorschriften
Im Landschaftsschutzgebiet ist unter anderem das Errichten von Bauten und Fischteichen verboten.